# Plejone (gwiazda)
Plejone – gwiazda podwójna w gromadzie otwartej Plejady (M45) w gwiazdozbiorze Byka. Położona jest w odległości około 390 lat świetlnych od Ziemi.

## Nazwa
Gwiazda ta nosi tradycyjną nazwę Plejone, wywodzącą się z mitologii greckiej. Plejone była matką siedmiu Plejad. Grupa robocza Międzynarodowej Unii Astronomicznej do spraw uporządkowania nazewnictwa gwiazd zatwierdziła użycie nazwy Plejone dla określenia tej gwiazdy.
Gwiazda ma oznaczenie Flamsteeda 28 Tauri.

## Charakterystyka
Jest to błękitna gwiazda ciągu głównego, należąca do typu widmowego B. Świeci blisko 190 razy jaśniej niż nasze Słońce, przy temperaturze powierzchni równej w przybliżeniu 12 000 K. Jest to gwiazda zmienna typu gamma Cassiopeiae, w widmie ma silne linie emisyjne wodoru, pochodzące od dysku gazu otaczającego Plejone. Jego istnienie jest związane ze szczególnie szybkim obrotem gwiazdy wokół osi, blisko prędkości rozerwania, co powoduje jej dość znaczne spłaszczenie.
Obserwacje prowadzone przy pomocy interferometrii plamkowej wykazały, że Plejone jest gwiazdą podwójną, jednak nie udało się od razu jednoznacznie wyznaczyć parametrów zarówno orbity, jak i dokładniejszych danych dotyczących drugiego składnika układu. W 1996 roku zespół naukowców złożony z japońskich i francuskich astronomów wyznaczył okres orbitalny na 218 dni oraz odległość składników na 20 promieni Słońca. Z kolei według Washington Double Star Catalog odległość między składnikami wynosi 0,2 sekundy łuku, co odpowiada 24 au, przy założeniu, że układ leży w odległości 120 parseków od Ziemi.